# Jerzy Apostel
Jerzy Apostel (ur. 19 lutego 1942 w Gliwicach, zm. 20 września 2005 w Bełchatowie) – polski piłkarz i trener piłkarski.

## Życiorys
Jako młodzik grał na pozycji napastnika w drużynach występujących na turniejach dzikich drużyn. Tam został zauważony przez trenerów: Leszka Wyspiańskiego i Jerzego Cicha, którzy ściągnęli go do III-ligowego GKS Gliwice. Mimo niewielkiego wzrostu (176 cm) został bramkarzem.
W 1959 z drużyną wywalczył mistrzostwo Śląska. Trafił do kadry narodowej, z którą w Portugalii na młodzieżowych mistrzostwach Europy zdobył srebrny medal. Od początku 1963 do końca 1964 roku był zawodnikiem Śląska Wrocław (rozegrał 14 spotkań w II lidze, w sezonie 1963/1964 i 3 mecze w I lidze, w rundzie jesiennej sezonu 1964/1965). W 1978 roku, wraz z Piastem Gliwice dotarł do finału Pucharu Polski. Jako zawodnik bronił barw klubu przez ponad 20 lat. Ostatni raz wystąpił 12 września 1981 w meczu ze Stalą Stocznia Szczecin wygranym 2:1.
W meczach II ligi zaliczył 283 występy. Do tego doliczyć trzeba 91 gier w III lidze i mecze pucharowe i towarzyskie. Strzelił też jednego gola, 10 maja 1970 w meczu III ligi z Piastem Nowa Ruda wygranym 2:1.
W 1992 był kierownikiem sekcji piłki nożnej Piasta Gliwice i przez krótki czas trenerem. Z okazji 60-lecia GKS „Piast” został odznaczony przez PZPN srebrną odznaką za zasługi dla gliwickiego i polskiego futbolu.